# Seitenstetten
Seitenstetten est une commune autrichienne du district d'Amstetten en Basse-Autriche.

## Histoire
Sur son territoire se trouve l'abbaye de Seitenstetten, abbaye bénédictine fondée au XIIe siècle.

## Monuments
- Abbaye de Seitenstetten